# Hans-Wolfgang Micklitz
Hans-Wolfgang Micklitz (* 1949) ist ein deutscher Jurist.

## Werdegang
Nach seinem Abitur 1967 in Langenberg (Rheinland) studierte er Rechtswissenschaft und Soziologie in Mainz, Lausanne/Genf (als DAAD-Stipendiat), Gießen und Hamburg, wo er 1973 abschloss. Nach dem Referendariat bestand er dort das 2. Staatsexamen so gut, dass er 1976–1978 ein Promotionsstipendium der Friedrich-Naumann-Stiftung erhielt. Nach einem Forschungsaufenthalt 1979 in Montpellier war Micklitz von 1980 bis 1982 Wissenschaftlicher Mitarbeiter an der Hochschule für Wirtschaft und Politik, in Hamburg, bei Norbert Reich. Promoviert wurde er 1983 mit einer Dissertation über den Reparaturvertrag, allerdings in Bremen, wo er ab 1982 eine Stelle am Zentrum für Europäische Rechtspolitik hatte und sich 1991 über Internationales Produktsicherheitsrecht habilitierte. Anschließend wurde er Professor an der Berlin Fachhochschule für Wirtschaft und wechselte 1994 an die Universität Bamberg. Seit 2007 ist er dort beurlaubt für eine Tätigkeit am European University Institute in Florenz. 2016 wurde er zum Mitglied der Academia Europaea gewählt. Er war auch Gastprofessor am Somerville College der University of Oxford.

## Veröffentlichungen (Auswahl)
- Micklitz/Reich: Europäisches Verbraucherrecht, 4. Auflage (2003).
- Karanikic / Micklitz / Reich: Modernising Consumer Law (2012).
- Micklitz: Brauchen Konsumenten und Unternehmen eine neue Architektur des Verbraucherrechts? Gutachten zum 69. Juristentag, München (2012).
- Micklitz / Reich / Rott / Tonner: European Consumer Law, (²2014).
- Stefan Grundmann, Hans-Wolfgang Micklitz, Moritz Renner: Privatrechtstheorie. Zwei Bände. Mohr Siebeck, Tübingen 2015, ISBN 978-3-16-153860-5.[2]